# Scotopteryx brunnescens
Scotopteryx brunnescens är en fjärilsart som beskrevs av Barend J. Lempke 1950. Scotopteryx brunnescens ingår i släktet backmätare, och familjen mätare. Inga underarter finns listade.